# Saramurillo
Saramurillo es una comunidad nativa ubicada en la provincia de Loreto, departamento de Loreto, Perú. Según el censo de 2017, tiene una población de 347 habitantes.
Forma parte del distrito (municipio) de Urarinas, situado en la Amazonía del Perú.
Sus habitantes pertenecen al pueblo indígena Kukama Kukamiria.
Está situada a una altitud de 113 metros sobre el nivel del mar.